# ام‌اس بنتم (۱۹۳۹)
ام‌اس بنتم (۱۹۳۹) (به انگلیسی: MS Bantam (1939)) یک کشتی بود. این کشتی در سال ۱۹۳۹ ساخته شد.